# This Is the Life (film, 1935)
Pour plus de détails, voir Fiche technique et Distribution.
Pour les articles homonymes, voir This Is the Life.
This Is the Life (également connu sous le titre Meal Ticket) est un film américain en noir et blanc réalisé par Marshall Neilan, sorti en 1935.

## Synopsis
Orpheline, Geraldine est une enfant star populaire (elle danse) qui est exploitée jusqu'au surmenage par ses tuteurs cupides. Elle décide de s'enfuir.

## Fiche technique
- Titre original : This Is the Life
- Titre original secondaire : Meal Ticket
- Réalisation : Marshall Neilan
- Scénaristes : Lamar Trotti, Arthur Horman
- Adaptation : Sid Brod, Lou Breslow
- Producteurs : Joseph W. Engel, Sol M. Wurtzel
- Directeur de la photographie : Daniel B. Clark
- Montage : Fred Allen
- Direction artistique : Duncan Cramer, Walter Koessler
- Costumes : Helen A. Myron, Sam Benson
- Musique : David Buttolph (non crédité)
- Société de Production : Fox Film Corporation
- Pays d'origine :  États-Unis
- Langue originale : anglais
- Format : noir et blanc – 1,37:1 — 35 mm – son : mono (Western Electric Recording)
- Genre : comédie dramatique
- Durée : 63 minutes
- Date de sortie : 7 octobre 1935 (États-Unis)

## Distribution
- Jane Withers : Geraldine 'Jerry' Revier
- John McGuire : Michael Grant
- Sally Blane : Helen Davis
- Sidney Toler : le professeur Lafcadio F. Breckenridge
- Gloria Roy : Diane Revier
- Gordon Westcott : Ed Revier
- Francis Ford : 'Sticky' Jones
- Emma Dunn : Mme Davis

Acteurs non crédités
- Oscar Apfel : Kendal, le chef au département de la justice
- Bertram Bracken : Clochard
- Harry C. Bradley : Dr Dudley
- Rudolph Cameron : l'agent de réservation
- Chick Collins : le clochard
- Harry Dunkinson : le préposé
- Robert Graves : le chef de Police de San Francisco
- Dell Henderson : le commissaire de Chicago
- Jayne Hovig : Showgirl
- Selmer Jackson : M. Walters
- Marcia Mae Jones : la fille au pique-nique
- Fred Kelsey : le chef de Police de Kansas City
- Tom London : l'agent de la patrouille autoroutière
- James T. Mack : le portier
- J. P. McGowan : le clochard perturbant
- Sammy McKim : le garçon au pique-nique
- Tony Merlo : le serveur
- Pat O'Malley : l'agent de la patrouille autoroutière
- Charles C. Wilson : le directeur de théâtre